# آرلن ۱۷۱۷
سیارک ۱۷۱۷ (به انگلیسی: 1717 Arlon، نامگذاری:1954AC) هزار و هفتصد و هفدهمین سیارک کشف شده‌است که در ۸ ژانویه ۱۹۵۴ کشف شد.
قدر مطلق سیارک برابر ۱۲٫۹۰ است.